# 维利·鲍迈斯特
维利·鲍迈斯特（Willi Baumeister，1889年1月22日—1955年8月31日），德国画家、景观设计师、艺术教授、印刷工艺师。他从师于斯图加特大学赫尔策教授，早期的作品受法国绘画影响，色彩轻松热烈。1920年代开始转向非具象绘画。1928年到法兰克福担任印象版画材料压缩工艺教师。1933年参加了两场美术展。
1933年失去教师职位回到斯图加特，1938年起供职于乌珀塔尔一家油漆厂。1930年代晚期创作的《表意符号》、《文化表象》组画、1942年的“非洲”画，日益倾向于赋予古老形体以新的内涵。1946年他成为斯图加特大学教授。1953年完成的《吉尔伽美什》组画将象形文字涂于底稿，1954年完成的《形而上学风景画》组画也颇受好评。